# Phleum crypsoides
Phleum crypsoides là một loài thực vật có hoa trong họ Hòa thảo. Loài này được (d'Urv.) Hack. miêu tả khoa học đầu tiên năm 1892.